# Komelinowate
Komelinowate (Commelinaceae R. Br.) – rodzina roślin z klasy jednoliściennych). Należy do niej ok. 40 rodzajów z 650 gatunkami. Zasięg rodziny jest szeroki, brak jej przedstawicieli w Europie, północno-zachodniej Afryce, w Azji północnej i środkowej, w północnej części Ameryki Północnej. Największe zróżnicowanie roślin z tej rodziny występuje w Ameryce Północnej i Azji. W Polsce niektóre gatunki są uprawiane, głównie popularne w uprawie doniczkowej są rośliny z rodzaju trzykrotka, poza tym przedstawiciele z rodzaju komelina bywają efemerofitami. Rośliny z tej rodziny są bylinami, nierzadko sukulentami. Posiadają gęsty sok i liście całobrzegie, ułożone na łodydze strętolegle, z nasadą pochwiastą. 

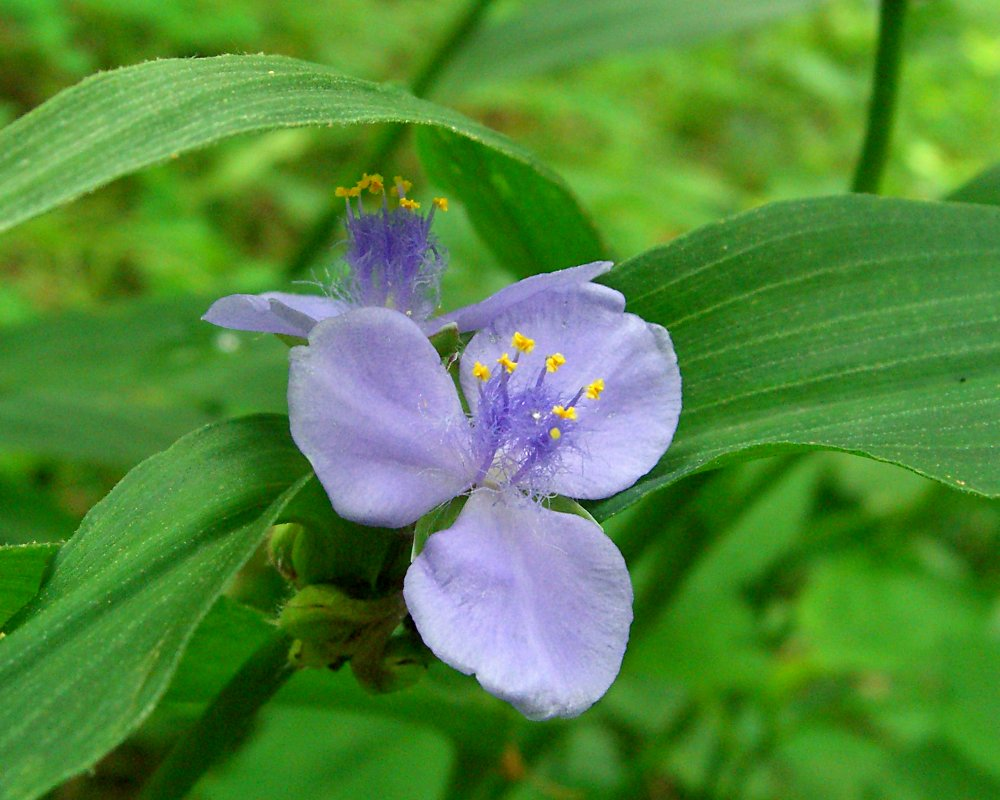
Tradescantia subaspera

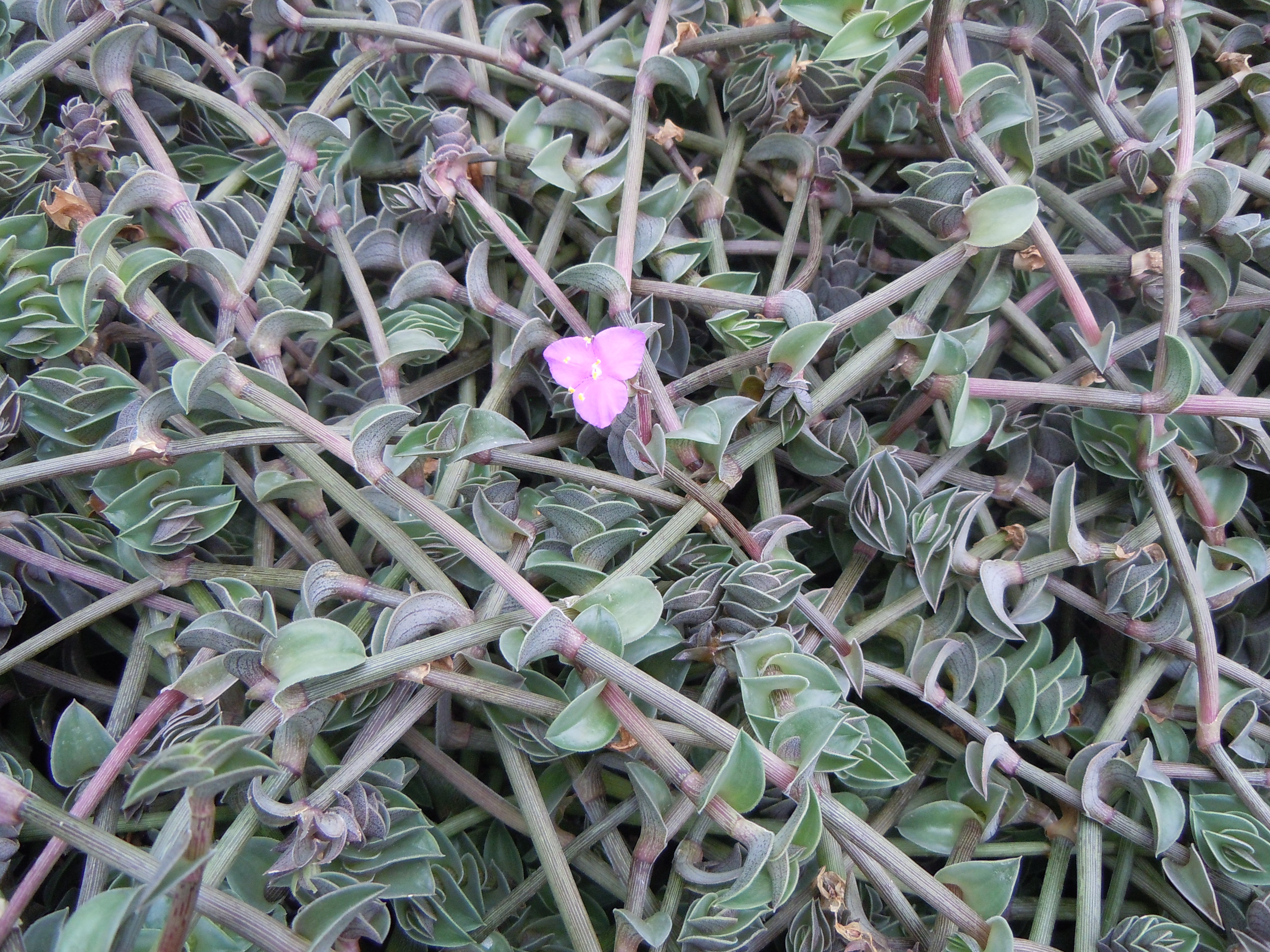
Callisia navicularis

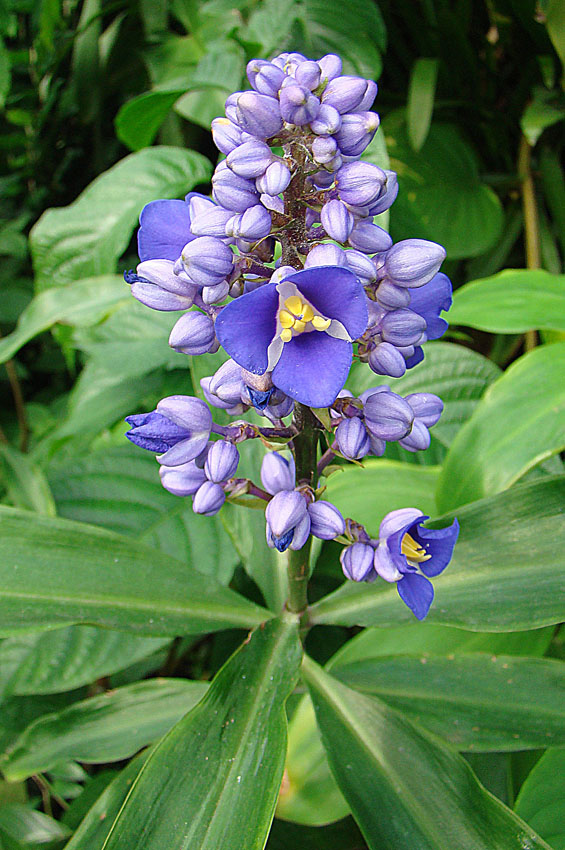
Dichorisandra thyrsiflora

## Morfologia
PokrójRośliny zielne (jednoroczne i wieloletnie), zwykle naziemne o łodygach mięsistych, korzeniące się w węzłach, nierzadko z korzeniami bulwiastymi.
LiścieSkrętoległe, czasem ścieśnione w pozorne okółki. Z zamkniętą pochwą liściową obejmującą łodygę, bez języczka i przylistków. Blaszka liściowa pojedyncza, całobrzega, o użyłkowaniu równoległym, często nieco mięsista.
KwiatyZebrane w wierzchotki objęte często pochwiastą podsadką i skupione w złożone grona i wiechy wyrastające ze szczytu pędu lub kątów liści. Kwiaty najczęściej są obupłciowe, choć zdarzają się rośliny z kwiatami jednopłciowymi, zwykle rozwijającymi się na jednej roślinie, na której powstają też kwiaty obupłciowe. Kwiaty są promieniste lub dwubocznie symetryczne. Trzy listki zewnętrznego okółka są wolne lub zrośnięte, mogą być równe lub różnić się wielkością. Trzy listki wewnętrznego okółka są wolne lub zrośnięte u nasady, są podobnych rozmiarów lub jeden bywa bardzo zredukowany. Pręcików jest 6 w dwóch okółkach, ale u różnych przedstawicieli część z nich (2, 3 lub 4) wykształca się jako prątniczki lub jest całkowicie zredukowana. Nitki pręcików są nagie lub pokryte pojedynczymi włoskami. Pylniki otwierają się podłużnymi pęknięciami, rzadko porami. Zalążnia jest górna, dwu- lub trójkomorowa.
OwocePękające lub niepękające torebki, czasem jagody.

## Systematyka
Pozycja systematyczna według Angiosperm Phylogeny Website (aktualizowany system APG IV z 2016)
Klad okrytonasienne, klad jednoliścienne (monocots), rząd komelinowce (Commelinales), rodzina komelinowate (Commelinaceae). Rodzina komelinowatych jest siostrzana dla rodziny Hanguanaceae wraz z którą tworzy klad bazalny w obrębie rzędu.
Pozycja rodziny w rzędzie komelinowców:
|  | Commelinaceae – komelinowate |
|  |                              |
|  | Hanguanaceae                 |
|  |                              |

|  | Philydraceae                                                                                   |
|  |                                                                                                |
|  | \| \| Haemodoraceae – hemodorowate \| \| \| \| \| \| Pontederiaceae – rozpławowate \| \| \| \| |
|  |                                                                                                |
|  | Haemodoraceae – hemodorowate                                                                   |
|  |                                                                                                |
|  | Pontederiaceae – rozpławowate                                                                  |
|  |                                                                                                |

|  | Haemodoraceae – hemodorowate  |
|  |                               |
|  | Pontederiaceae – rozpławowate |
|  |                               |

|  | Commelinaceae – komelinowate |
|  |                              |
|  | Hanguanaceae                 |
|  |                              |

|  | Philydraceae                                                                                   |
|  |                                                                                                |
|  | \| \| Haemodoraceae – hemodorowate \| \| \| \| \| \| Pontederiaceae – rozpławowate \| \| \| \| |
|  |                                                                                                |
|  | Haemodoraceae – hemodorowate                                                                   |
|  |                                                                                                |
|  | Pontederiaceae – rozpławowate                                                                  |
|  |                                                                                                |

|  | Haemodoraceae – hemodorowate  |
|  |                               |
|  | Pontederiaceae – rozpławowate |
|  |                               |

Pozycja w systemie Reveala (1994-1999)
Gromada okrytonasienne (Magnoliophyta Cronquist), podgromada Magnoliophytina Frohne & U. Jensen ex Reveal, klasa jednoliścienne (Liliopsida Brongn.), podklasa komelinowe (Commelinidae Takht.), nadrząd Commelinanae Takht., rząd komelinowce (Commelinales Dumort.), podrząd Commelinineae Engl., rodzina komelinowate (Commelinaceae R. Br.).
Podział rodziny i wykaz rodzajów
Podrodzina Cartonematoideae G. C. Tucker
- Cartonema R.Br.

Podrodzina Triceratelloideae (Faden & D. Hunt) Zuntini & Frankel
- Triceratella Brenan

Podrodzina Commelinoideae Eaton
- Plemię Commelineae
  - Aneilema R. Brown
  - Anthericopsis Engler
  - Buforrestia C.B.Clarke
  - Commelina L. – komelina
  - Dictyospermum Wight
  - Floscopa Lour.
  - Murdannia Royle
  - Pollia Thunb.
  - Polyspatha Benth.
  - Pseudoparis H.Perrier
  - Rhopalephora Hassk.
  - Stanfieldiella Brenan
  - Tapheocarpa Conran
  - Tricarpelema J.K.Morton

- Plemię Palisoteae
  - Palisota Rchb. ex Endl. – palisota

- Plemię Tradescantieae
  - Aetheolirion Forman
  - Amischotolype Hassk.
  - Callisia Loefl. – smużyna, w tym Tripogandra Raf.
  - Cochliostema Lem.
  - Coleotrype C.B.Clarke
  - Cyanotis D.Don – cyanotis, w tym Belosynapsis Hassk.
  - Dichorisandra J.C.Mikan – dwugłówka
  - Elasis D.R.Hunt
  - Geogenanthus Ule
  - Gibasis Raf.
  - Matudanthus D.R.Hunt
  - Plowmanianthus Faden & C. R. Hardy
  - Porandra D. Y. Hong
  - Sauvallia C.Wright ex Hassk.
  - Siderasis Raf. – siderasis, siderazis
  - Spatholirion Ridl.
  - Streptolirion Edgew.
  - Thyrsanthemum Pichon, w tym Gibasoides D.R.Hunt
  - Tinantia Scheidw. – tinancja
  - Tradescantia L. – trzykrotka
  - Weldenia Schult.f.